# ツェガエ・ケベデ
ツェガエ・ケベデ（Tsegay Kebede (Tsegaye Kebede) 1987年1月15日 - ）はエチオピアの陸上競技選手。専門は長距離走・マラソン。

## 人物

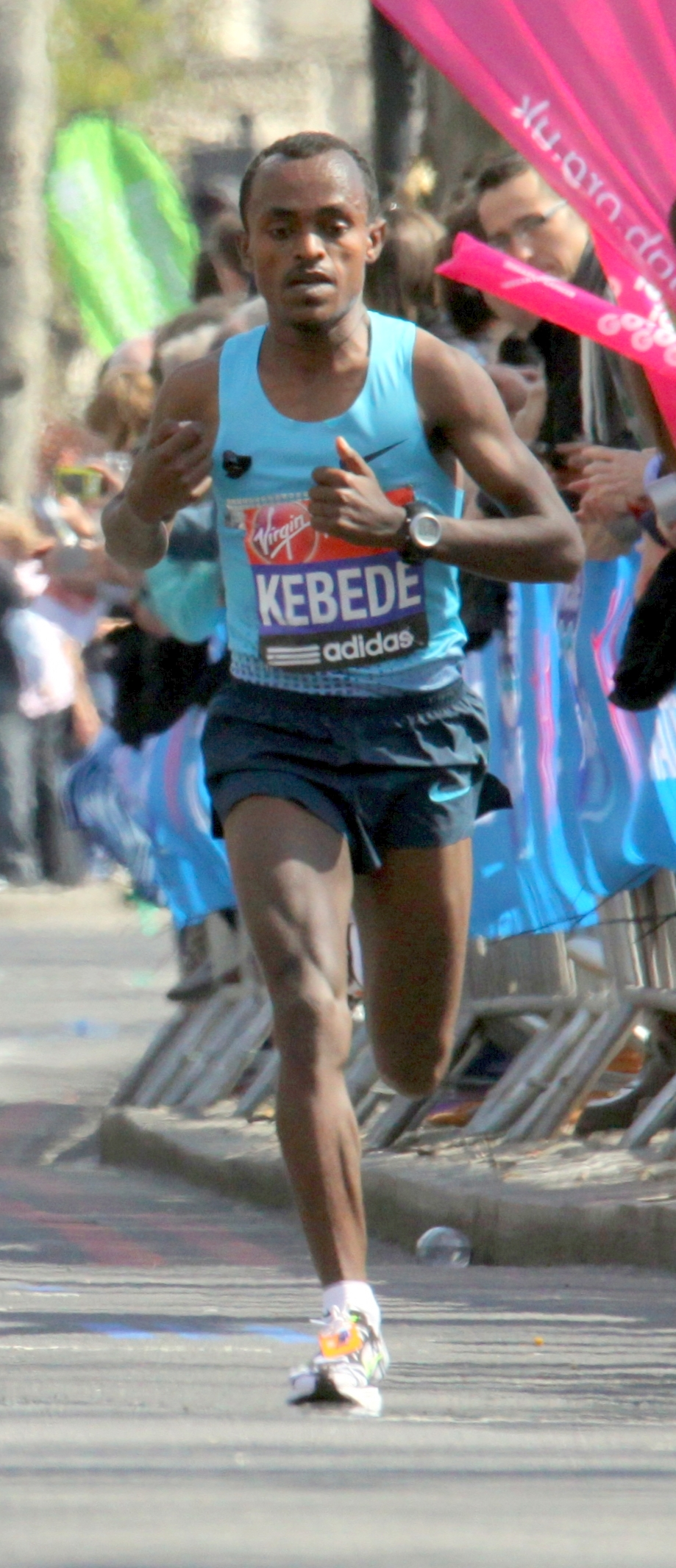
2013年ロンドンマラソン

13人兄弟の5番目として生まれた。幼い頃はエチオピアの首都アディスアベバの北40kmのゲラルバーで生活したが、家が貧困だったため、家計を助ける為に、小さい頃から薪を集めて売ったり、家畜の世話をして1日わずか2.5エチオピアブル(0.3ドル（＄）)の収入を得ていた。あまりにも貧困だったため、一日一食もままならない日もあったという。
初マラソンはアディスアベバマラソンであるが、国際舞台初登場は2007年のアムステルダムマラソン、8位に入った。2008年にはハーフマラソンで59分35秒をマークした。同年のパリマラソンでは2時間06分40秒のタイムで優勝している。
北京オリンピックの男子マラソンでは同じエチオピアのデリバ・メルガを競技場に入ってから追い抜いて2時間10分00秒で銅メダルを獲得した。
2008年12月7日、日本の福岡県福岡市で開催された第62回福岡国際マラソン選手権大会にて、2時間6分10秒の大会新記録で優勝した。
2009年ベルリン世界陸上にも出場し、2時間08分35秒で銅メダルを獲得した。
同年の2009年12月6日の第63回福岡国際マラソン選手権大会では、自己の記録を更新し2時間5分18秒の大会新記録で連覇した。
2010年4月25日のロンドンマラソンでは時折雨が降る天候の中、エマニュエル・ムタイ以下を下し2時間05分19秒の記録で優勝した。
2011年の大邱世界陸上、2012年ロンドンオリンピックには出場しなかったが、2012年シカゴマラソンでは2時間04分38秒の世界歴代9位（当時）の大会記録で優勝し、また2013年ロンドンマラソンでも優勝し、2012-2013シーズンのワールドマラソンメジャーズを制覇するなど、安定して好記録を出し続けて活躍している選手である。

## 自己記録
| 距離           | 記録    | 年月日         | 開催地               |
| -------------- | ------- | -------------- | -------------------- |
| 10 km          | 27:56   | 2012年5月20日  | マンチェスター       |
| ハーフマラソン | 59:35   | 2008年2月8日   | ラアス・アル＝ハイマ |
| 25キロ         | 1:14:28 | 2010年10月10日 | シカゴ               |
| 30キロ         | 1:28:08 | 2013年4月21日  | ロンドン             |
| マラソン       | 2:04:38 | 2012年10月7日  | シカゴ               |

## マラソン成績
| 年月    | 大会名                     | タイム    | 順位 | 備考                 |
| ------- | -------------------------- | --------- | ---- | -------------------- |
| 2007.10 | アムステルダムマラソン     | 2：08：16 | 8位  |                      |
| 2008.04 | パリマラソン               | 2：06：40 | 優勝 |                      |
| 2008.08 | 北京オリンピック           | 2：10：00 | 3位  |                      |
| 2008.12 | 福岡国際マラソン           | 2：06：10 | 優勝 |                      |
| 2009.04 | ロンドンマラソン           | 2：05：20 | 2位  |                      |
| 2009.08 | 世界陸上ベルリン大会       | 2：08：35 | 3位  |                      |
| 2009.12 | 福岡国際マラソン           | 2：05：18 | 優勝 | 大会記録             |
| 2010.04 | ロンドンマラソン           | 2：05：19 | 優勝 |                      |
| 2010.10 | シカゴマラソン             | 2：06：43 | 2位  |                      |
| 2011.04 | ロンドンマラソン           | 2：07：48 | 5位  |                      |
| 2011.11 | ニューヨークシティマラソン | 2：07：14 | 3位  |                      |
| 2012.04 | ロンドンマラソン           | 2：06：52 | 3位  |                      |
| 2012.10 | シカゴマラソン             | 2：04：38 | 優勝 | 大会記録、自己ベスト |
| 2013.04 | ロンドンマラソン           | 2：06：04 | 優勝 |                      |
| 2013.08 | 世界陸上モスクワ大会       | 2：10：47 | 4位  |                      |
| 2013.11 | ニューヨークシティマラソン | 2：09：16 | 2位  |                      |
| 2014.04 | ロンドンマラソン           | 2：06：30 | 3位  |                      |
| 2014.09 | ベルリンマラソン           | 2：10：27 | 9位  |                      |
| 2015.02 | 東京マラソン               | 2：07：58 | 8位  |                      |
| 2016.04 | ロッテルダムマラソン       | 2：10：56 | 5位  |                      |
| 2017.02 | 東京マラソン               | 2：08：45 | 9位  |                      |
| 2018.03 | バルセロナマラソン         | 2：09：25 | 5位  |                      |
| 2018.12 | バレンシアマラソン         | 2：05：21 | 4位  |                      |
| 2019.12 | バレンシアマラソン         | 2：07：54 | 12位 |                      |